# Kyōroku

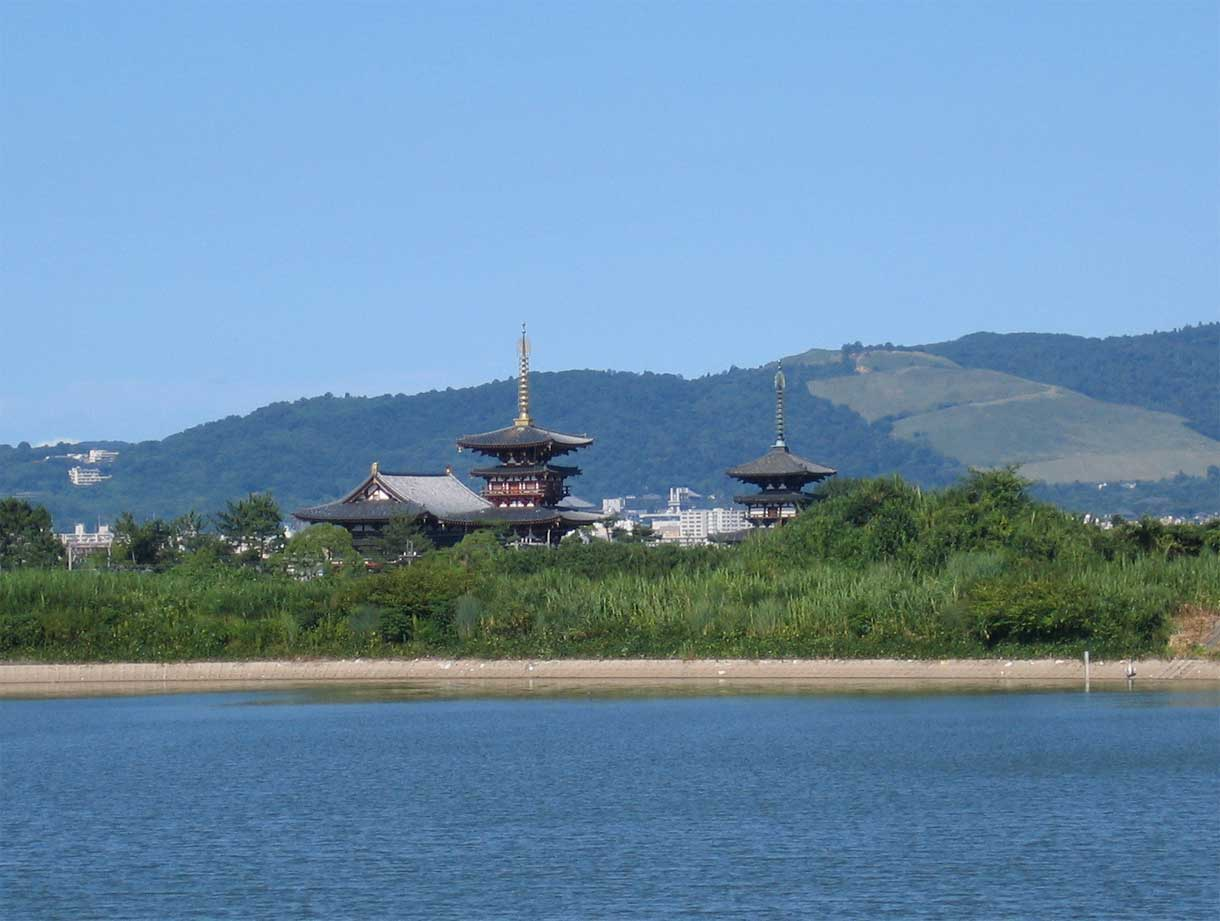
Yakushi-ji-templet i dag. År kyōroku 1 brann stora delar av templet ner.

Kyōroku (japanska: 享禄?, kyōroku), 20 augusti 1528–29 juli 1532, är en period i den japanska tideräkningen. Perioden inleddes för att fira kejsaren Go-Naras tronbestigning. Shogun under perioden var Ashikaga Yoshiharu.
Namnet på perioden är hämtat från I Ching, "förvandlingarnas bok": Till den som sitter på tronen, gudarnas håvor.

## Större händelser
År kyōroku 1 (1528) brann stora delar av 600-talstemplet Yakushi-ji ner. Endast de östra delarna av templet klarade sig.
Den senare legendariske generalen Uesugi Kenshin föds år kyōroku 3 (1530).

## Fotnoter
1. ↑  Uppslagsverket Daijirin (大辞林), elektronisk utgåva, Sanseido 2006. Datum enligt den japanska månkalendern som inte helt överensstämmer med den västerländska.
2. ↑  Fritt översatt. Citatet på klassisk kinesiska: 居天位享天禄